# Brama Polska w Łagowie
Brama Polska, znana również jako Brama Poznańska (niem. Polnisches Tor, Posener Tor) – brama miejska w Łagowie, wpisana do rejestru zabytków nieruchomych województwa lubuskiego.
Pozostałość fortyfikacji obronnych Łagowa; zbudowana z cegły w stylu gotyckim w XV wieku oraz nieznacznie przebudowywana w XVII oraz XIX stuleciu. Stanowiła wjazd do grodu od wschodu, tj. od strony Świebodzina i Poznania. Obecnie jedna z atrakcji turystycznych miejscowości.

## Lokalizacja

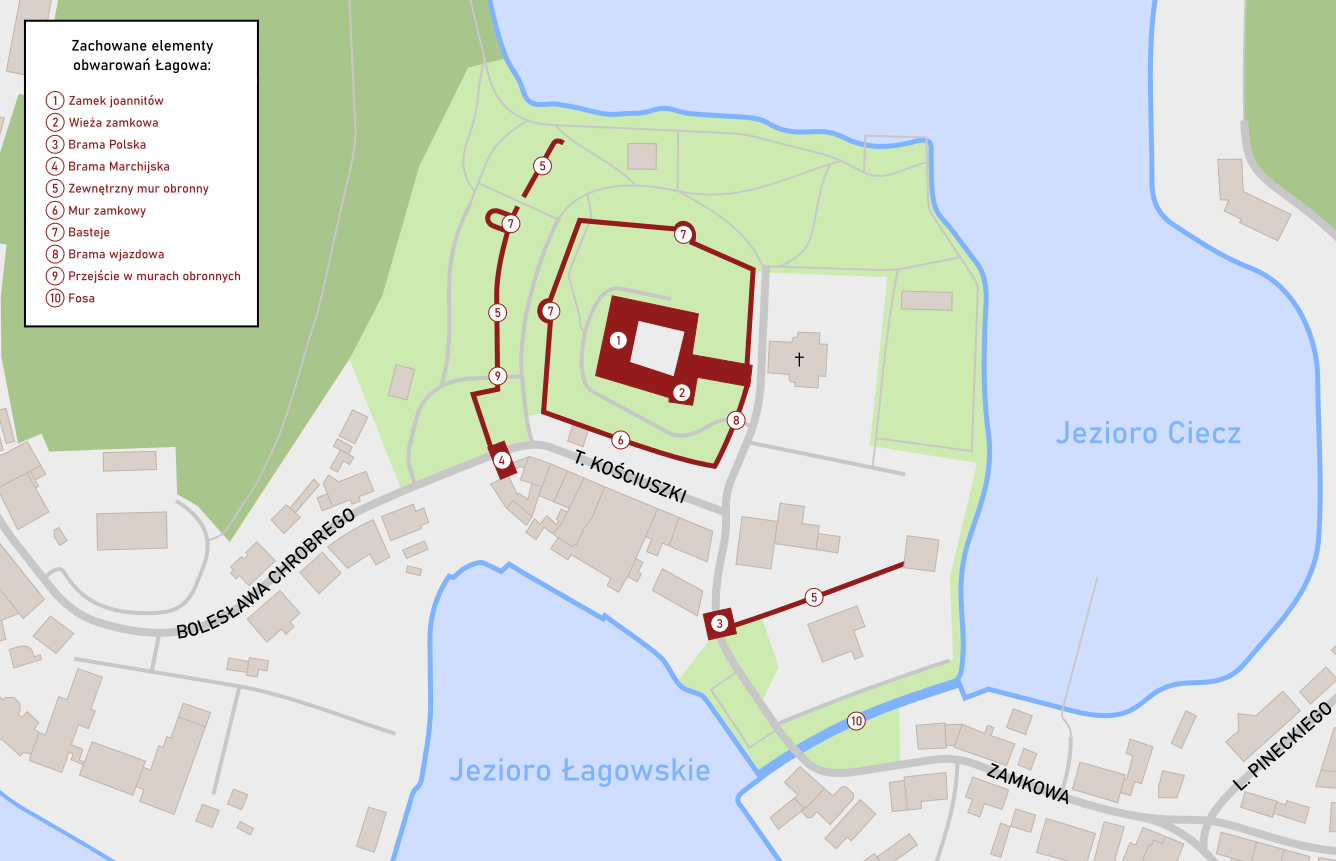
Mapa obwarowań Łagowa

Brama Polska zlokalizowana jest w południowej części historycznego centrum Łagowa, około 20 metrów od brzegu jeziora Łagowskiego oraz około 90 metrów od brzegu jeziora Ciecz, w bliskim sąsiedztwie kanału łączącego obydwa akweny.
Budowlę wzniesiono we wschodniej części umocnień u wylotu kluczowego szlaku umożliwiającego zewnętrzną komunikację, m.in. z Polską, od której obiekt zawdzięcza swoją nazwę. Za budowlą w kierunku wschodnim rozciągało się tzw. Przedmieście Polskie. Obecnie pod Bramą Polską przebiega droga gminna, będąca jedynym we wsi szlakiem komunikacyjnym łączącym wschodnią i zachodnią część Łagowa. Ze względu na wąski przejazd, ruch odbywa się wahadłowo z użyciem sygnalizacji świetlnej.

## Historia
Obiekt powstał w połowie (lub pierwszej połowie) XV wieku, w trakcie rozbudowy łagowskiego założenia zamkowego realizowanego w czasach rządów komandora Liboriusa von Schliebena, na miejscu starszej bramy z XIV wieku o konstrukcji najprawdopodobniej drewnianej. Jedną z podstaw datowania powstania budynku jest gotycki typ wiązania cegieł, który różni się od stosowanego w najstarszych zabudowaniach na wzgórzu zamkowym, takich jak wieża zamkowa, wzniesiona z cegieł w wątku wendyjskim. Brama w połączeniu z murami stanowiła element południowego fragmentu obwarowań grodu. W skład pasa umocnień wchodziła także fosa, której szerokość wynosiła 30 metrów. Istniejącą do dziś pozostałością fosy jest kanał łączący jeziora Ciecz i Łagowskie. Brama najprawdopodobniej pierwotnie zamiast okien posiadała jedynie otwory strzelnicze na elewacji południowo-wschodniej.
W XVII stuleciu ceglana brama została częściowo przebudowana oraz otynkowana. Kolejna przebudowa obiektu miała miejsce w XIX wieku, kiedy to otwory strzelnicze zastąpiono oknami i zaadaptowano obiekt na cele mieszkalne. Po 1945 roku obiekt pozostawał niezamieszkany, natomiast od lat 60. XX wieku brama była użytkowana jako schronisko młodzieżowe przez Polskie Towarzystwo Turystyczno-Krajobrazowe. W 1968 roku odbito tynki z elewacji w celu ukazania oryginalnej cegły gotyckiej. Na przełomie XX i XXI wieku obiekt został przejęty przez Polski Związek Wędkarski oraz przeszedł kolejny remont, w ramach którego wnętrze zostało zaadaptowane na pokoje gościnne.

## Architektura

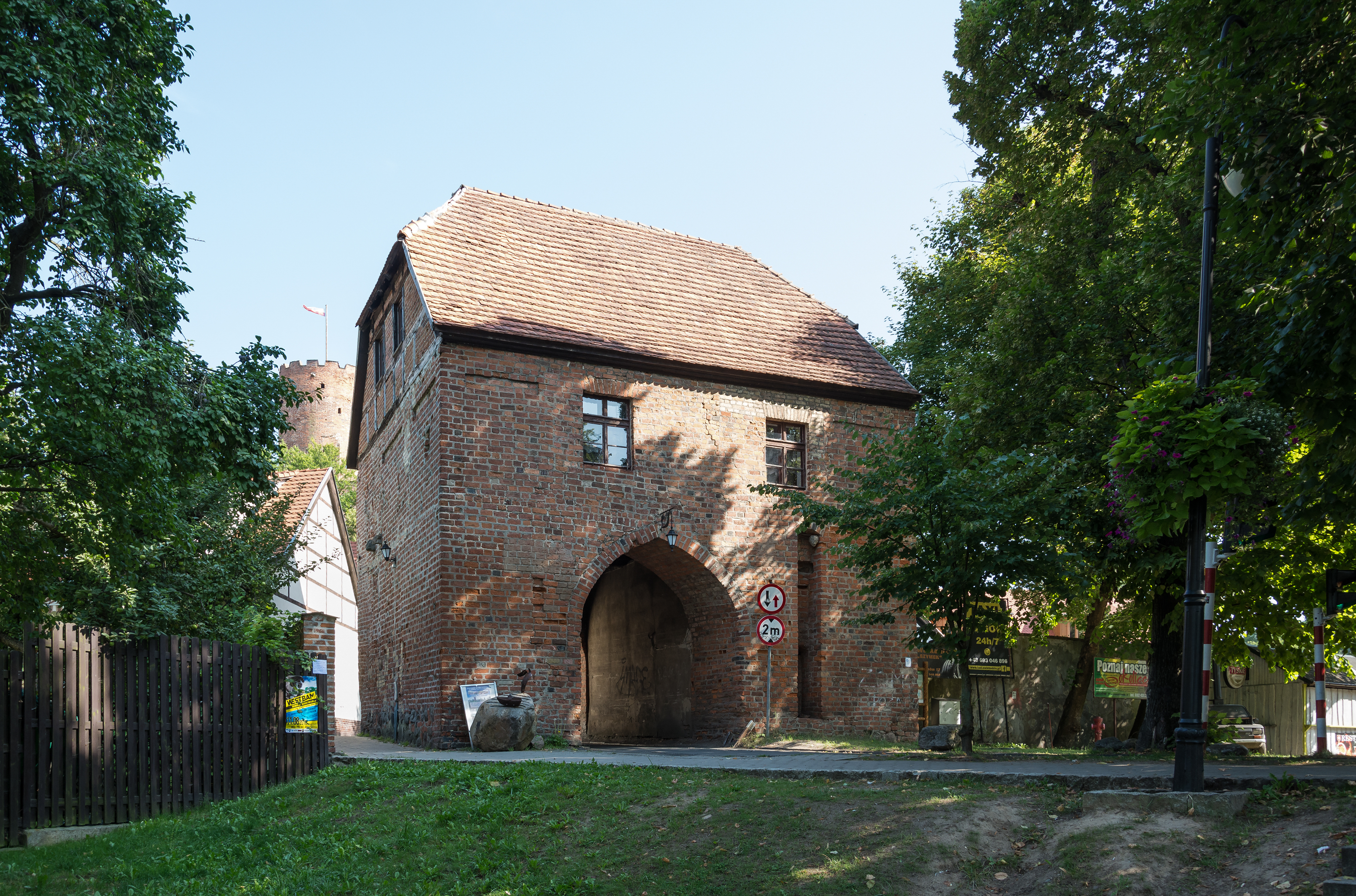
Brama Polska od strony południowej

Brama Polska to dwukondygnacyjna niepodpiwniczona ceglana budowla gotycka z ostrołukowym przejazdem w części środkowej pierwszej kondygnacji. Obiekt kryty jest wysokim dachem naczułkowym.
Budynek jest murowany z cegły ceramicznej na zaprawie wapienno-cementowej; wewnętrzna przestrzeń między ścianami w przyziemiu wypełniona jest gruzem cegłowym. Szczyty elewacji bocznych zrealizowano w konstrukcji szachulcowej. Dach kryty jest ceramiczną dachówką karpiówką. Wejście do budynku znajduje się w elewacji północnej; otwory okienne zlokalizowano w elewacji północnej i południowej w drugiej kondygnacji (w miejscu dawnych otworów strzelniczych) oraz w elewacji wschodniej i zachodniej w szczytach pod naczułkiem.
Ceglane ściany są niemal pozbawione detalu architektonicznego. Wyjątek stanowi element dekoracyjny po stronie południowej zrealizowany z nadmiernie wypalonych cegieł, których główki są ułożone w taki sposób, by tworzyły one motyw rombów.